# Larroque (Tarn)
Larroque (okzitanisch: La Rocà) ist eine französische Gemeinde mit 161 Einwohnern (Stand: 1. Januar 2022) im Département Tarn in der Region Okzitanien. Die Gemeinde gehört zum Arrondissement Albi und zum Kanton Vignobles et Bastides. Die Einwohner werden Roucanels und Roucanelles genannt.

## Geografie
Larroque liegt in der Région naturelle Gaillacois, etwa 37 Kilometer in westnordwestlicher Richtung von Albi entfernt im Tal der Vère. Das Gemeindegebiet wird außerdem vom Bach Gouyré und verschiedenen anderen kleinen Wasserläufen entwässert.
Ein großer Teil des Gemeindegebiets gehört zu den Naturschutzgebieten „Forêt de la Grésigne“, „Gorges de l’Aveyron“ und „Forêt de Grésigne et environs“ im Rahmen des Natura 2000-Netzwerks.
Umgeben wird Larroque von den Nachbargemeinden Bruniquel im Norden, Penne im Nordosten, Castelnau-de-Montmiral im Osten, Puycelsi im Südosten und Süden sowie Puygaillard-de-Quercy im Westen.

## Bevölkerungsentwicklung

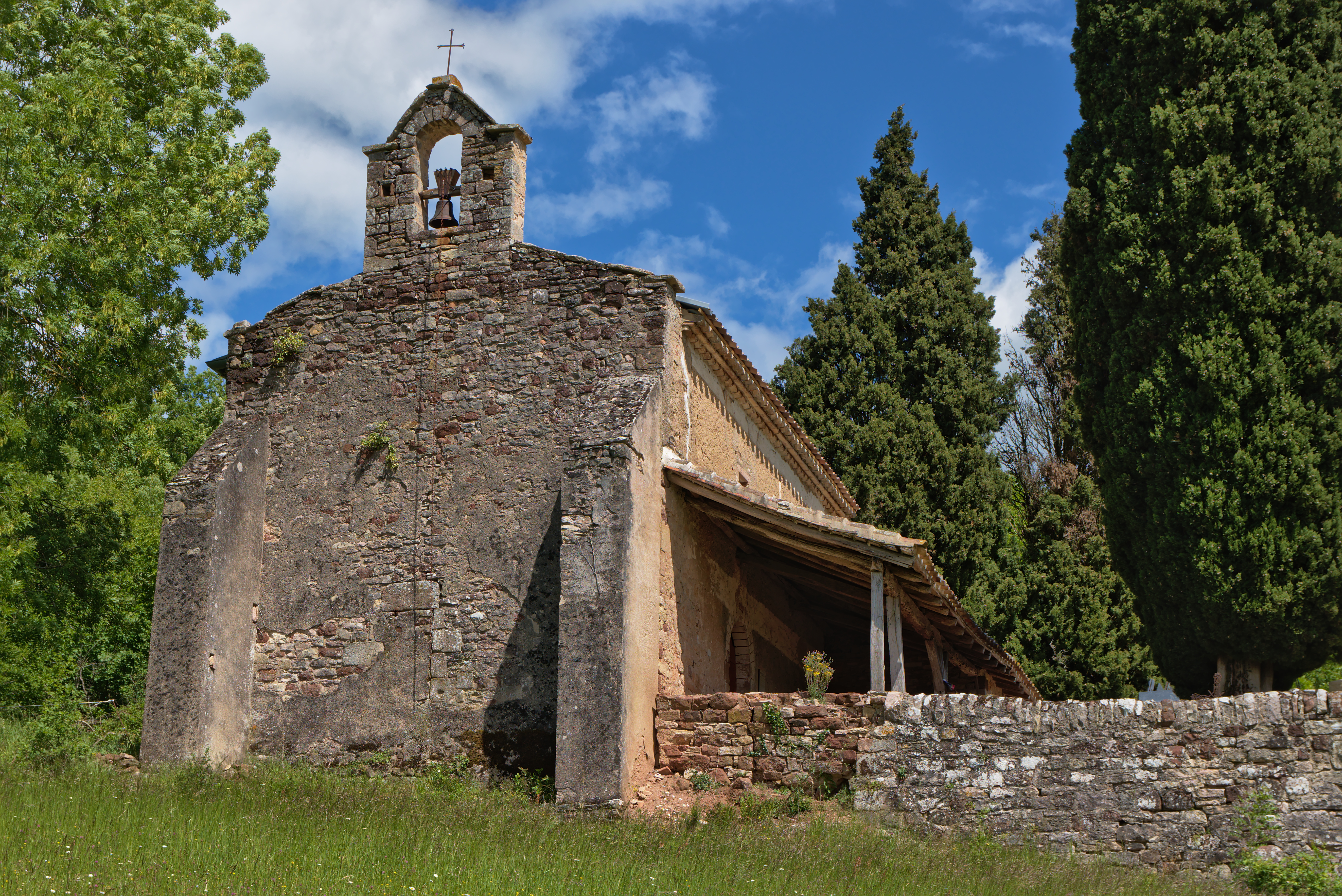
Kapelle Notre-Dame-des-Bois

| Jahr                       | 1962 | 1968 | 1975 | 1982 | 1990 | 1999 | 2006 | 2013 | 2020 |
| Einwohner                  | 200  | 159  | 141  | 121  | 129  | 122  | 164  | 173  | 149  |
| Quellen: Cassini und INSEE |      |      |      |      |      |      |      |      |      |

## Sehenswürdigkeiten
- Kirche Saint-Martin d'Urbens in Saint-Martin.
- Kirche Saint-Nazaire
- Kapelle Notre-Dame-des-Bois
- Schloss La Vère aus dem 18. Jahrhundert, heute Vermietung von Gästezimmern
- Schloss Pont Bourguet
- Schloss La Coste-Mailhac aus dem 15. Jahrhundert